# 相笠萌
相笠萌（日語：相笠 萌，1998年4月16日—）是屬於前日本女子團體AKB48 Team K的偶像歌手，神奈川縣出身。

## 經歷
2011年
- 9月24日、AKB48第13期研究生甄選合格。
- 12月8日、6周年記念公演首次出場表演。

2013年
- 8月24日、升格並結成Team 4。

2014年
- 2月24日、在AKB48集團大組閣祭宣布移籍至Team K。

2016年
- 11月10日、在Team K公演中宣佈自AKB48畢業，最後的握手會在2017年3月12日。

2017年
- 2月1日，官方公佈了 大和田南那、相笠萌、梅田綾乃和西野未姬四人的畢業詳情；四人的最終握手會為3月12日，而相笠萌的畢業公演為3月21日[1]。

## 交友關係
- 憧憬的成員有高橋南、板野友美、宮澤佐江及田野優花[2]。

## 參與歌曲

### 單曲CD
|      | 發行日期       | 單曲名稱       | 參與歌曲名稱   | 名義           | MV | 備註 |
| ---- | -------------- | -------------- | -------------- | -------------- | -- | ---- |
| 27th | 2012年8月29日  | 格子花紋       | 那一天的風鈴   | Waiting Girls  |    |      |
| 28th | 2012年10月31日 | UZA            | 朝向大人之路   | 研究生         |    |      |
| 29th | 2012年12月5日  | 永遠的壓力     | 我們的Reason   |                |    |      |
| 30th | 2013年2月20日  | So long!       | LOVE修行       | 研究生         |    |      |
| 31st | 2013年5月22日  | 再見自由式     | 玫瑰的果實     | 研究生         |    |      |
| 32nd | 2013年8月21日  | 戀愛的幸運餅乾 | 晴空咖啡       |                |    |      |
| 33rd | 2013年10月30日 | 真心電流       | 細雪的悔悟     | Team K         | ★  |      |
| 33rd | 2013年10月30日 | 真心電流       | 清純哲學       | Team 4         | ★  |      |
| 35th | 2014年2月26日  | 勇往直前       | 秘密日記       | Baby Elephants | ★  |      |
| 36th | 2014年5月21日  | 拉布拉多獵犬   | 心愛的對手     | Team K         | ★  |      |
| 38th | 2014年11月26日 | 希望無限       | 第一次兜風     | Team K         | ★  |      |
| 42nd | 2015年12月9日  | 紅唇Be My Baby | 姊姊的自言自語 | Team K         | ★  |      |
| 44th | 2016年6月1日   | 不需要翅膀     | 哀愁小號手     | Team K         | ★  |      |